# Grabce (przystanek kolejowy)
Grabce – przystanek osobowy w Górkach, w Polsce, w województwie mazowieckim, w powiecie żyrardowskim, w gminie Puszcza Mariańska. Przystanek został otwarty w dniu 3 października 1954 roku razem z linią kolejową z Skierniewic do Pilawy.

## Ruch pasażerski[2]
| Rok  | Wymiana pasażerska na dobę |
| ---- | -------------------------- |
| 2017 | 0–9                        |
| 2018 | –                          |
| 2019 | –                          |
| 2020 | –                          |
| 2021 | –                          |
| 2022 | –                          |
| 2023 | –                          |